# جزیره پنگوئن‌ها
جزیره پنگوئن‌ها (L'Île des pingouins) یک رمان طنز و یکی از بهترین آثار آناتول فرانس نویسنده فرانسوی است. این کتاب نخستین بار در سال ۱۹۰۸ میلادی منتشر شد.

## خلاصه
داستان از معبدی مقدس و معرفی سن مائل کشیش، مدیر آن آغاز می‌شود. مجموعه ای از حوادث شگفت‌انگیز این کشیش ساده دل و مقدس را رهنمون جزیره‌ای در قطب شمال می‌سازد که در آن میلیون‌ها پنگوئن زندگی طبیعی خود را می‌گذرانند. کشیش با این تصور که این موجودات عجیب، انسان‌هایی هستند نامتمدن و خود چون پیامبری که از سوی خداوند برای ارشاد آنان وارد شده، پس به سخن‌رانی و نصیحت آنان می‌پردازد…